# Corporal Clegg
Corporal Clegg is een nummer van Pink Floyd. Het is afkomstig van hun album A Saucerful of Secrets.
Het nummer is een van de eerste pogingen van Waters om het thema oorlog te verwerken in een popsong. Waters’ vader vocht als soldaat tijdens de Tweede Wereldoorlog en Waters zou dit gegeven later uitbouwen in albums als The Wall en The Final Cut, dat laatste werd dan ook haast als soloalbum van Waters gezien.
Waters’ vader overleefde de oorlog dus niet. Corporal Clegg kwam thuis met een ware oorlogstrofee ("Clegg won his wooden leg in the war"). Bij hem moest een been geamputeerd worden en Clegg liet thuis zijn prijs zien: een houten been. Nog meer sarcasme is te vinden in het slot van het lied waarin de legerleiding Clegg toestaat voortaan verder af te zien van parades: "Clegg! Been meaning to speak to you. About that leg of yours! You're excused parade from now on".
Corporal Clegg heeft nooit bestaan, de naam is afkomstig van Thaddeus von Clegg, de uitvinder van de kazoo. David Gilmour bespeelde dat muziekinstrument tijdens dit nummer. Een andere bijzonderheid aan dit nummer is dat Nick Mason, geen begenadigd zanger, een deel van het lied zong.